# (813) Baumeia
(813) Baumeia ist ein Asteroid des Hauptgürtels, der am 28. November 1915 vom deutschen Astronomen Max Wolf in Heidelberg entdeckt wurde.
Der Asteroid ist nach H. Baum benannt, einem Studenten der Astronomie, der im Ersten Weltkrieg getötet wurde.